# Museo UNAM Hoy
El Museo UNAM Hoy es un espacio cultural dedicado a evidenciar la trayectoria de la Universidad Nacional Autónoma de México (UNAM), desde sus orígenes hasta la actualidad.
Ubicado en el centro histórico de la Ciudad de México, el museo se encuentra en la esquina de las calles Moneda y Seminario, en un edificio histórico que fue sede de la antigua Real y Pontificia Universidad de México, declarada monumento histórico por el Instituto Nacional de Antropología e Historia (INAH) en 1935.
El museo ofrece visitas guiadas y actividades educativas dirigidas a todo público, con el objetivo de difundir la historia y el impacto de la UNAM en la sociedad mexicana. Además, cuenta con una terraza que ofrece una vista privilegiada del corazón del centro histórico.

## Historia del edificio
El Museo UNAM Hoy tiene una relevancia histórica significativa ya que, está ubicado en el centro histórico de la Ciudad de México. Este inmueble ha sido testigo de diversas etapas significativas en la historia de México. 
En el subsuelo del edificio se encuentran vestigios de un templo dedicado al dios mexica Tezcatlipoca, evidenciando la importancia ceremonial de la zona en tiempos precolombinos, en una época prehispánica. En 1551, durante el periodo virreinal, se estableció en este lugar la Real y Pontificia Universidad de México, considerada la primera universidad de América.
En el siglo XIX, a partir de 1857, el edificio albergó la cantina "El Nivel", reconocida como la primera en obtener licencia para vender alcohol en la Ciudad de México. Este establecimiento operó hasta su clausura en 2008. Tras la clausura de "El Nivel", la Universidad Nacional Autónoma de México (UNAM) recuperó el inmueble y, después de un proceso de restauración, inauguró el Museo UNAM Hoy el 5 de noviembre de 2015.

## Salas permanentes
El museo cuenta con varias salas que ofrecen una visión de la evolución y presencia de la UNAM.

### Vestíbulo con Ventana Arqueológica
Al ingresar, los visitantes son recibidos por una ventana arqueológica que revela vestigios del templo prehispánico de Tezcatlipoca, muros coloniales y una escalinata del siglo XIX, junto con objetos encontrados durante la restauración.

### Sala del Barrio Universitario
Esta sala presenta una pantalla interactiva que permite recorrer el antiguo barrio universitario, destacando edificios históricos como el Antiguo Colegio de San Ildefonso y la Academia de San Carlos.

### Sala de Presencia Nacional e Internacional
Aquí se exhibe un mapa digital que muestra la presencia de la UNAM en todo el territorio mexicano y en el extranjero, reflejando su impacto y alcance.

##### Sala de Producción Literaria y Medios de Difusión
Esta área destaca la producción bibliográfica de la UNAM y sus diversos medios de comunicación, incluyendo la señal del canal universitario.

##### Sala de Reconocimientos
Se exhiben premios y distinciones otorgados a la UNAM, como el Premio Príncipe de Asturias de Comunicación (2009), así como reconocimientos que la universidad ha entregado a personalidades destacadas.